# Culto al mango

Eslogan para el culto al mango

El culto al mango se refiere a la adoración del mango como un objeto santo en la China continental durante la Revolución Cultural en la China. El 5 de agosto de 1968, Mao Zedong entregó una cesta de mangos regalada por el ministro de Asuntos Exteriores de Pakistán al Equipo de Propaganda del Pensamiento Mao Zedong destinado en la Universidad de Tsinghua, tras lo cual los mangos fueron considerados como un símbolo del afecto del líder como una deidad, lo que provocó un ferviente culto. En lugar de comerse, los mangos eran puestos en conservante y conservados como objetos de culto, y algunos incluso hacían réplicas de los mangos en cera y plástico y los adoraban. El regalo de mangos de Mao a los trabajadores y la aparición del culto al mango también indicaron un giro en la Revolución Cultural, cuando la clase obrera comenzó a liderar la Revolución Cultural.

## Historia

### Antecedentes
En mayo de 1966, Mao Zedong y otros lanzaron la Revolución Cultural en China continental. En el verano de 1968, el zaofaopa de ámbito nacional había terminado en gran medida, y se crearon Comités Revolucionarios para sustituir a los antiguos. En el verano de 1968, el movimiento de toma de poder a nivel nacional había terminado básicamente, estableciéndose Comité Revolucionario para sustituir a los antiguos órganos del partido, y la Rebelión de los Guardias Rojos fue sustituida gradualmente por la Rebelión Obrera. Para acabar con la Lucha violenta entre las universidades y establecer un nuevo orden, Mao Zedong comenzó a enviar Equipo de Propaganda del Pensamiento Mao Zedong a las universidades de Pekín a finales de julio de 1968. De ellos, unos 30.000 trabajadores se trasladaron a la Universidad de Tsinghua, que anteriormente había sido controlada por la Guardia Roja.

### Después
En agosto de 1968, el ministro de Asuntos Exteriores de Pakistán visitó Pekín y regaló al entonces líder supremo chino Mao Zedong una cesta de mango, unos 40. El 5 de agosto, Mao Zedong regaló esta cesta de mangos al Equipo de Propaganda del Pensamiento Mao Zedong destacado en la Universidad de Tsinghua como gesto de apoyo. Este acto de Mao hizo que el mango fuera visto como un símbolo del amor divino del líder, provocando un ferviente culto. Según las Memorias del médico personal de Mao Zedong de Li Zhisui, médico personal de Mao, y en el artículo de Zhai Hua 《Exámenes del pasado de la Revolución Cultural: ¿Quién se comió los mangos que envió el presidente Mao?》：
 Los trabajadores de la fábrica celebraron una gran ceremonia para dar la bienvenida a los mangos, cantando aforismos de Citas de Mao, antes de sellarlos en cera para su conservación, de modo que pudieran pasar a las generaciones futuras. El mango estaba consagrado en un altar de la sala, y los trabajadores hacían cola para ir uno a uno y hacer una reverencia en señal de respeto. Desgraciadamente, los conocimientos de la clase trabajadora eran limitados y nadie sabía que los mangos debían esterilizarse antes de ser sellados en cera, por lo que en pocos días comenzaron a pudrirse. El comité revolucionario se deshizo de la cera, peló la piel y luego hirvió la pulpa del mango en una gran olla de agua antes de celebrar una ceremonia en la que los trabajadores se pusieron en fila y cada uno tomó un sorbo del agua en la que se había hervido el mango.
Li Zhisui también menciona en sus memorias: "Le conté a Mao la divertida historia del mango y se rió. Pensó que era inofensivo adorar a los mangos y que la historia era divertida". Algunos estudiosos sostienen que en aquella época “el mango no era sólo un regalo del Presidente Mao, el mango se convirtió en el Presidente Mao”. Por ejemplo, el 10 de agosto de 1968, el Diario del Pueblo publicó el artículo "El mango dorado", escribiendo：
 La vista del mango dorado

Es como estar al lado del Presidente Mao. 
 Después, el centro y algunas fábricas produjeron réplicas de cera y plástico de mangos y las distribuyeron por todo el país, y hubo un frenesí de celebración en todas las provincias y ciudades, con multitudes de personas tocando gongs y tambores, cantando y bailando, y desfilando con réplicas de mangos. Los trabajadores se inclinan ante los mangos colocados en el altar. El mango se convierte en un objeto de culto y en un objeto sagrado de veneración. La manía del mango se extendió por todo el país, con imágenes de mangos que aparecían en carteles, porcelana y textiles, así como tazas de esmalte de mango, colchas de mango, cigarrillos con sabor a mango y más. Cabe destacar que el mango es una fruta tropical que se puede cultivar en pocos lugares de China, y mucha gente nunca había visto uno en la década de 1960, cuando casi nadie en el norte de China sabía lo que era un mango.
Mientras tanto, Han Guangdi, un dentista del Condado de Han Yuan,Fulin Han Guangdi Sichuan, fue detenido por comentar que los mangos que Mao Zedong regalaba al Equipo de Propaganda del Trabajo eran “como un boniato sin nada que ver”, y tras un largo periodo de prisión, fue condenado a muerte por "contrarrevolución activa" hacia 1969, asesinado a tiros en las afueras de Fulin Town, y "desfiló por la ciudad" antes de ser fusilado.

### Desvanecimiento
Al cabo de un año más o menos, la fiebre del culto al mango se enfrió y el mango se volvió menos sagrado. La gente incluso empezó a utilizar mangos falsos de cera desechados como velas cuando se fue la luz
En 1974, cuando la entonces filipina primera dama Imelda Marcos visitó China con una caja de mangos (un tesoro nacional de Filipinas) como regalo, la esposa de Mao Jiang Qing intentó reavivar la fiebre del culto al mango y siguió el ejemplo de Mao de volver a regalar mangos a los trabajadores. Posteriormente, Jiang Qing dirigió el rodaje de un largometraje titulado Song of Mangoes, pero Mao falleció en septiembre de 1976 antes de que la película pudiera completarse. Octubre de 1976,Aplastar a la banda de los cuatro,El fin de la Revolución Cultural.

## Véase  también
- Culto a la personalidad de Mao Zedong
- Culto a la personalidad